# Arosvallen
Arosvallen är en idrottsanläggning i Västerås i Sverige som invigdes 21 juni 1931. Arosvallen är belägen i stadsdelen Kristiansborg. På Arosvallen spelade bland annat Västerås SK sina hemmamatcher i fotboll, och Arosvallen används också för friidrottstävlingar. Ursprungligt byggnadsår är 1931. Därefter följde ett antal om- och tillbyggnader till dagens utseende med en kapacitet för 10 000 åskådare. Publikrekordet är 14 208 åskådare och noterades den 6 maj 1956 på fotbollsmatchen Västerås SK-Sandvikens IF (1-3). Vissa matcher under VM i fotboll 1958 och VM i fotboll för damer 1995 spelades här. Från och med 2010 har Västerås Roedeers (amerikansk fotboll) planen som sin arena, i dagsläget byggs det i gym i kanslilokalen.
Den 18 februari 1934 noterades här publikrekord för Sveriges högstadivision i bandy, då 11 321 såg matchen Västerås SK-IFK Uppsala (1-5), vilket då även var världspublikrekord för bandy.
Från och med 2008 spelar Västerås SK sina hemmamatcher på den nya fotbollsarenan Hitachi Energy Arena inom Rocklunda IP.